# Mount Thorne
Mount Thorne är ett berg i Antarktis. Det ligger i Västantarktis. Nya Zeeland gör anspråk på området. Toppen på Mount Thorne är 1 828 meter över havet, eller 1 299 meter över den omgivande terrängen. Bredden vid basen är 3,5 km.
Terrängen runt Mount Thorne är varierad. Trakten är obefolkad. Det finns inga samhällen i närheten.